# Liste des bases militaires françaises dans le monde
Cet article contient une liste non exhaustive des bases militaires des forces armées françaises dans le monde, implantées en dehors du territoire de la France. Si certaines installations s'inscrivent dans une logique permanente de forces de présence, d'autres peuvent être éphémères dans le cadre d'une opération militaire spécifique.

## Actuelle base militaire français à l'étranger

### Allemagne
- Forces françaises et l'élément civil stationnés en Allemagne

### Djibouti
- Forces françaises stationnées à Djibouti

### Émirats arabes unis
- Forces françaises aux Émirats arabes unis à Abou Dabi

### Gabon
- Éléments français au Gabon

## Ancienne base militaire français à l'étranger

### Côte d'Ivoire 1960-2025
- Forces françaises en Côte d'Ivoire

### Madagascar 1960-1973
- Forces armées françaises de Madagascar (FAFM)

### Sénégal 1960-2025
Éléments français au Sénégal